# Conservatoire à rayonnement communal du 13e arrondissement de Paris
Pour les articles homonymes, voir Conservatoire de Paris (homonymie).
 (décembre 2023).
Le Conservatoire à rayonnement communal du 13e arrondissement de Paris Maurice Ravel est un conservatoire municipal d’arrondissement, établissement d'enseignement artistique financé par la Ville de Paris. Cet établissement, comme les autres conservatoires d'arrondissement de Paris, a un statut particulier, qui en fait une antenne du Conservatoire à rayonnement régional de Paris.

## Situation géographique
Le Conservatoire du 13e arrondissement de Paris se situe dans le quartier de la Gare, légèrement à l'Est de la place d'Italie. Auparavant situé au 21 rue Albert-Bayet, il a déménagé en novembre 2013 au 67 avenue Edison, ancien emplacement de l'École nationale supérieure de la meunerie.

## Direction
L'établissement est dirigé par Emmanuel Kirklar de septembre 2015 à septembre 2019, puis par Jean François Piette depuis septembre 2019.

## Enseignements
L'établissement propose à une population scolaire de 1 450 élèves l’enseignement de trois disciplines principales : la danse, la musique et l'art dramatique. La section musique dispose de vingt et une classes d'instruments différents. Sont aussi dispensés des cours de formation musicale (anciennement solfège), de culture musicale (histoire de la musique et analyse), de pratique collective instrumentale (musique de chambre et orchestre notamment), de chorale et de chant lyrique.
Le département Jazz comprend des ateliers et une classe de M.A.O. Le conservatoire propose quatre types de danse et dispose d'une classe d'art dramatique. L’enseignement dispensé va du cours d'initiation jusqu'au cycle spécialisé de la Ville de Paris.
Il possède un auditorium d'une capacité de deux cent quarante places. De nombreux concerts et spectacles pédagogiques s'y déroulent tout au long de l'année, notamment le vendredi soir.
L'équipe pédagogique du conservatoire intervient dans 32 écoles primaires au titre de l'aménagement des rythmes éducatifs, en proposant du chant choral et des ateliers de musique et de danse.
L'établissement est classé Conservatoire à rayonnement communal (CRC) et propose, comme les autres conservatoires d'arrondissement de Paris, un troisième cycle spécialisé d'orientation professionnelle de 2 à 4 ans sanctionné par le diplôme d'études musicales (DEM).

## Personnalités liées à l'établissement
- La violoncelliste Martine Bailly y a été professeur.
- Jean-Frédéric Neuburger (pianiste), Fanny Clamagirand (violoniste), Clémentine Margaine (chanteuse) y ont été élèves.
- Clément Saunier.
- Anaïs Delva y a étudié la comédie
- Céline Planes, violoniste de l'Orchestre philharmonique de Radio France et ancienne violoniste titulaire de l'Opéra National de Paris y est actuellement professeur de violon.
- Renaud Stahl, premier alto solo de l'Orchestre national d'Île-de-France y est actuellement professeur d'alto et d'orchestre.
- Christian Wirth y est actuellement professeur de saxophone.
- Charlotte Scohy y est actuellement professeur de flûte traversière.
- Jean-Marc Volta y crée la première classe de clarinette basse de la Ville de Paris, avec l'aide de Patrice Sciortino, directeur du conservatoire de 1979 à 1992.